# 텐진 빈하이 도서관

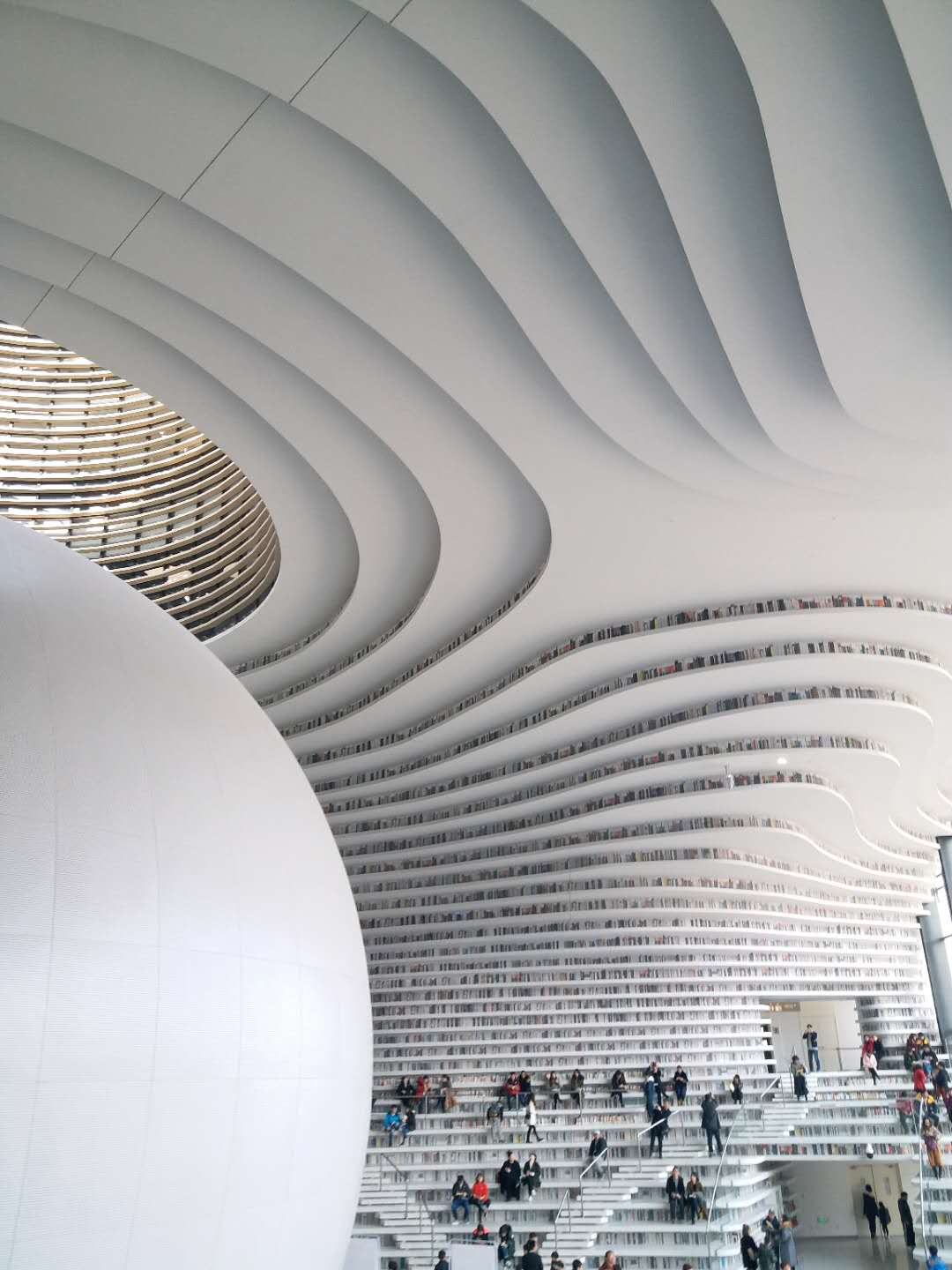
바닥에서 천장까지 설치된 눈 모양의 책꽂이.

톈진 빈하이 신구 도서관(天津滨海新区图书馆)은 중국 톈진 시 에 있는 도서관이다. 빈하이 문화 센터의 일부이며 5개의 중심 명소 중 하나이다.

## 건축과 설명
5층 도서관의 총 면적은 33,700 제곱미터 (363,000 ft2)이다. 톈진 빈하이 신구 도서관은 120만 권의 책을 수납할 수 있는 천장부터 바닥까지 내려오는 계단식 책꽂이와 110명을 수용할 수 있는 강당 역할을 하는 중앙의 크고 빛나는 구체를 특징으로 한다. 홍채처럼 생긴 구 모양의 조형물을 공원 밖에서도 눈 모양의 입구을 통해 볼 수 있어 도서관의 별칭이 '빈하이의 눈'이다.
개장 첫 주에는 하루에 약 10,000명의 사람들이 방문하여 외부에 대기열이 발생했다.
1층과 2층에는 주로 라운지와 독서실이 있다. 위층에는 컴퓨터실, 회의실, 사무실이 있다. 옥상 테라스도 2개 있다. 도서관을 빨리 완성해야 했는데, 공식적으로 승일을 받지 못해서 메인 아트리움은 책 보관용으로 사용할 수 없다. 선반의 상부 층에 접근할 수 있는 방은 건설되지 않았고 오프닝 날 사진을 위해 책등 이 선반 공간의 뒷면에 인쇄되었다.

## 건설
도서관은 로테르담에 기반을 둔 건축 회사 VRDV와 지역 건축가 그룹인 TUPDI(Tianjin Urban Planning and Design Institute)가 설계했다. 지방 정부의 빡빡한 공사 일정으로 인해 빈하이 도서관 프로젝트는 예비 도면부터 건설까지 3년 만에 문을 열었다. 2017년 10월에 개장했다.

## 참고 및 참조
1. ↑  “滨海新区图书馆"十一"开放”. 文化随行(Official Digital Platform of Binhai New Area). 2017년 10월 1일.
2. ↑  “Tianjin's new library looks out of this world”. CNN Travel. 2017년 11월 22일.
3. ↑  “MVRDV - Projects”.
4. ↑  “China's breathtaking, futuristic library in Tianjin is every book lover's dream”. 《Newsweek》. 2017년 11월 14일.
5. 1 2 3  Becky Davis (2017년 11월 16일). “China's futuristic library: More fiction than books”. France24. AFP.
6. ↑  “Tianjin Binhai Library”. MVRDV.